# Altigrado Cattaneo
Altigrado Cattaneo (Lendinara, metà del XIII secolo – Padova, 1º ottobre 1314) è stato un giurista e vescovo cattolico italiano.

## Biografia
Secondo la sua lapide tombale apparteneva ai Cattaneo, famiglia veronese che aveva in feudo Lendinara. La notizia, benché non pienamente dimostrata, sarebbe confermata anche dalla matricola del Collegio dei dottori di Padova, che lo cita come Altefradus de Cupraneis de Lendenaria (con Cupraneis probabile corruzione di Cattanei) e da una lettera di papa Benedetto XI, in cui Iacopo del nobile Manuele Cattanei viene definito nipote di Altigrado. I documenti coevi, in realtà, lo indicano generalmente come "Altigrado di Lendinara".
Compare per la prima volta in un documento del 1289 in un elenco di docenti di diritto canonico dell'Università di Bologna. In quello stesso anno il Comune felsineo gli concedeva uno stipendio annuo di 150 lire per la lettura ordinaria super decreto; questo ha sorpreso non poco gli storici visto che al più famoso Dino Rosoni erano state assegnate solo 100 lire per la lettura straordinaria del Digesto.
Nel 1290 cominciò a insegnare all'Università di Padova. La sua attività è variamente attestata: nel 1294 figura tra i docenti di diritto canonico in una licenza concessa dal vescovo Bernardo per la fondazione del monastero di Sant'Orsola; nel 1295 comparve in un diploma di laurea; nel 1296 intervenne nel testamento di Bartolomeo Lio da Benevento, altro professore dello Studio; nel 1297, assieme ad Aldobrandino di Mezzabate, fu consulente dei giudici nominati dal papa nel ricorso intentato dal Comune di Treviso contro la scomunica comminata dal patriarca di Aquileia; nel medesimo anno, quale giudice delegato dal vescovo di Padova, sentenziò in una questione di decime insorta tra il vescovato e la chiesa di San Pietro.
Forse nel 1299 lasciò l'attività di docente e si recò a Roma accompagnato da una lettera commendatizia del podestà di Padova. Qui cominciò la carriera in Curia, anche se aveva ricoperto incarichi ecclesiastici già nel 1294, come canonico di Ravenna, e nel 1296, come canonico di Padova.
Secondo gli studi del Bellinati (1989), si tratterebbe dell'ispiratore del complesso ciclo della Cappella degli Scrovegni, e in quanto raffigurato da Giotto accanto da Enrico, nell'atto di offerta della Cappella alla Vergine.
Nel 1301, al termine del processo per eresia contro Armanno Pungilupo, partecipò alla sentenza e in questa occasione venne menzionato come canonico di Ravenna, ma anche cappellano del papa e uditore della cause del Sacro Palazzo apostolico. Nello stesso anno, morto il predecessore Giovanni degli Abati, assunse il titolo di Arciprete della Cattedrale patavina.
Nel 1303 lasciò questa carica per essere eletto vescovo della diocesi di Vicenza. Difficile datare la consacrazione, ma aveva certamente preso possesso della sede nel marzo 1306, quando assegnò a Marzio Forzatè alcuni feudi vescovili. Al settembre successivo il legato pontificio Napoleone Orsini gli indirizzò una lettera riguardante una controversia su decime e diritti feudali della Chiesa vicentina.
Quando, nel 1309, papa Clemente V indisse la crociata contro la Repubblica di Venezia, il Cattaneo seguì l'esempio di altri vescovi veneti e si schierò dalla parte del pontefice, e pare avesse preso il comando delle milizie vicentine inviate a Ferrara al fianco dell'esercito alleato.
Nel 1311, in occasione dell'incoronazione dell'imperatore Enrico VII a Milano, fece atto di fedeltà al sovrano.
Nello stesso anno la Vicenza insorse contro il dominio dei Padovani. Il Cattaneo, sotto mentite spoglie, riuscì a mettersi in salvo ritirandosi a Padova, dove morì qualche anno dopo. Venne sepolto nella chiesa di Sant'Agostino.
Improbabile, come riportò Antonio Cappellini, che fosse stato creato cardinale da Clemente V il 20 aprile del 1314, lo stesso giorno in cui morì il pontefice.

## Genealogia episcopale
La genealogia episcopale è:
- Cardinale Giovanni Minio da Morrovalle, O.F.M.
- Vescovo Altigrado Cattaneo